# Royal College of Physicians and Surgeons of Glasgow
Das Royal College of Physicians and Surgeons of Glasgow (RCPSG) ist ein Institut für Ärzte und Chirurgen in Glasgow.
Es wurde mit königlicher Bewilligung durch Jakob VI. 1599 von Peter Lowe gegründet worden. Schon damals diente es der Ausbildung von Ärzten, Chirurgen und Zahnärzten, anfangs bis 1722 auch von Apothekern und Barbieren. 1909  erhielt es den Zusatz Royal. 
Früher wurde eine Basis-Qualifikation als Mediziner vom RCPSG angeboten, das Lizenziat (LRCPS oder LRCPSG). Heute werden dort nur noch Prüfungen für die Facharztqualifikation angeboten, in erster Linie die Mitgliedschaft  und die Fellowship des RCPSG sowie spezialisierte Diplome. Mitgliedschaft und Fellowship entsprechen ähnlichen Qualifikationen des Royal College of Surgeons of England, des Royal College of Surgeons of Edinburgh, des Royal College of Physicians und des Royal College of Physicians of Edinburgh. Im Gegensatz zu den Partnerorganisationen in England und Edinburgh sind Ärzte und Chirurgen nicht getrennt.
Sitz ist die St. Vincent Street in Glasgow.